# خیابان ۲۹ام

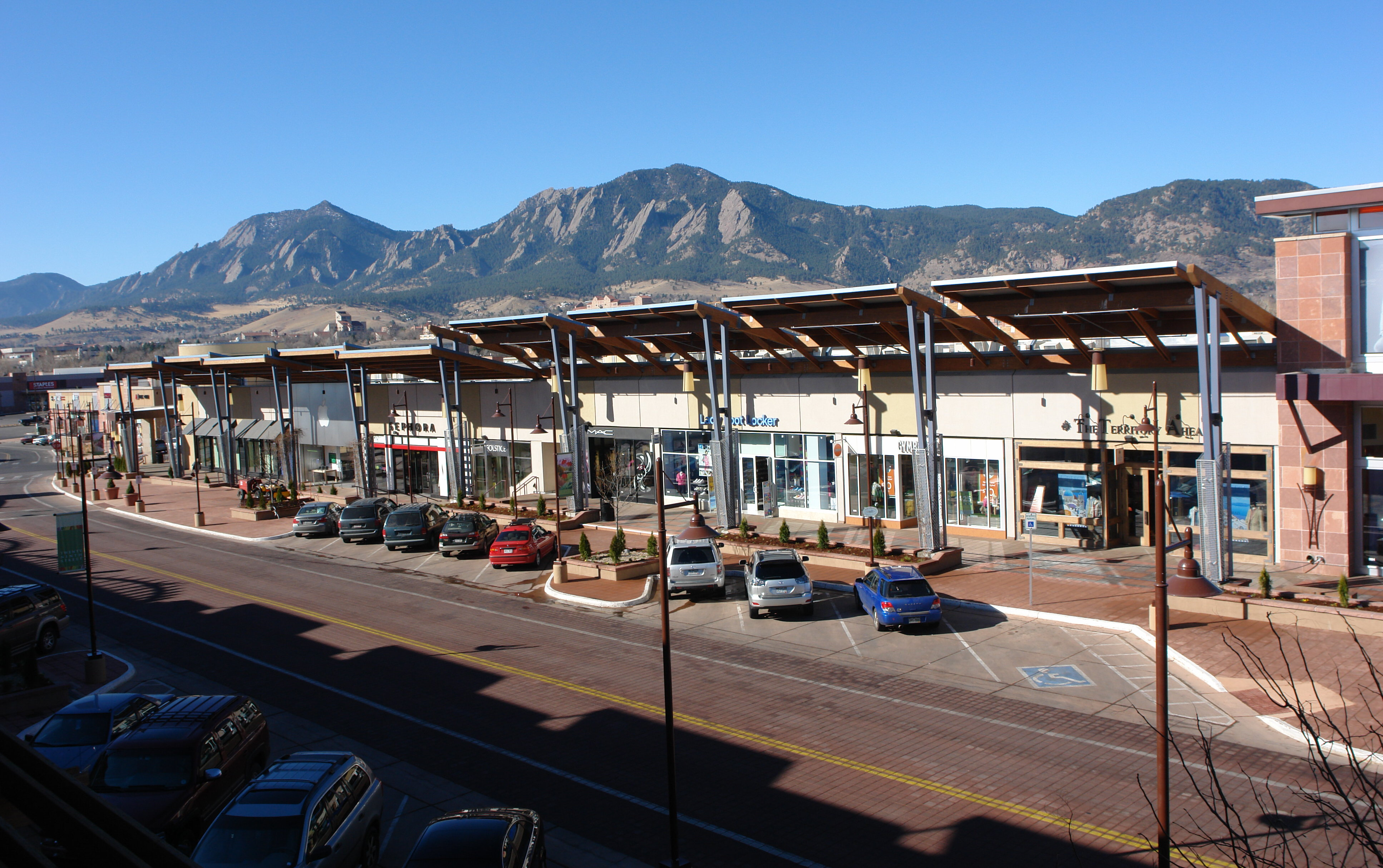
قسمتی از بازار خیابان ۲۹ام

خیابان ۲۹ام یک مرکز خرید روباز در امتداد خیابان ۲۹ام واقع در بولدر می‌باشد. پیش از این در این مکان بازار سرپوشیده‌ای به نام کراس رودز مال قرار داشت. این بنا که در سال ۱۹۶۳ ساخته شده بود در سال ۲۰۰۴ تخریب شد و در سال ۲۰۰۶ بازار جدید افتتاح شد.